# Guillem Adelin
Guillem o William (5 d'agost de 1103 – 25 de novembre de 1120) de cognom Adelin (escrit també Adelinus, Adelingus, A(u)delin o Ætheling 
"fill de rei"), era fill d'Enric I d'Anglaterra i la seva esposa Matilda d'Escòcia.
Hereu al tron de son pare, la seva mort prematura al naufragi de la Nau Blanca va causar una crisi successòria caracteritzada per la lluita entre el seu cosí Esteve de Blois i sa germana Matilde de Maine.
William va nàixer en Winchester. Son pare, Enric I d'Anglaterra, era el fill més jove de Guillem el Conqueridor, rei d'Anglaterra i Duc de Normandia, i Matilde de Flandes.
Robert Curthose, el fill major de Guillem el Conqueridor, havia heretat Normandia, mentre que Guillem el Roig, el germà menor de Robert, havia heretat Anglaterra. En 1100 Guillem el Roig va morir en un accident de cacera i Enric va prendre el tron com a rei d'Anglaterra; cap a 1105 Robert havia estat desposseït dels seus territoris en el continent quedant tot baix el govern d'Enric.
La mare de William Adelin era Matilde, també anomenada Edith, filla del rei Malcolm III i la reina Santa Margarida d'Escocia. Henry s'hi havia casat per a consolidar els seus drets dinàstics sobre Anglaterra: Santa Margarida era besneta del rei anglo-saxó Edmund Ironside (Braç de ferro), i reneboda d'Eduard el Confessor; l'enllaç representava la unió entre els antics governants anglo-saxons i la nova elit governant normanda.